# Rete IGM95
La Rete IGM95 è una rete geodetica fondamentale italiana nata nel 1992, che si affianca alla rete trigonometrica classica.

## Descrizione

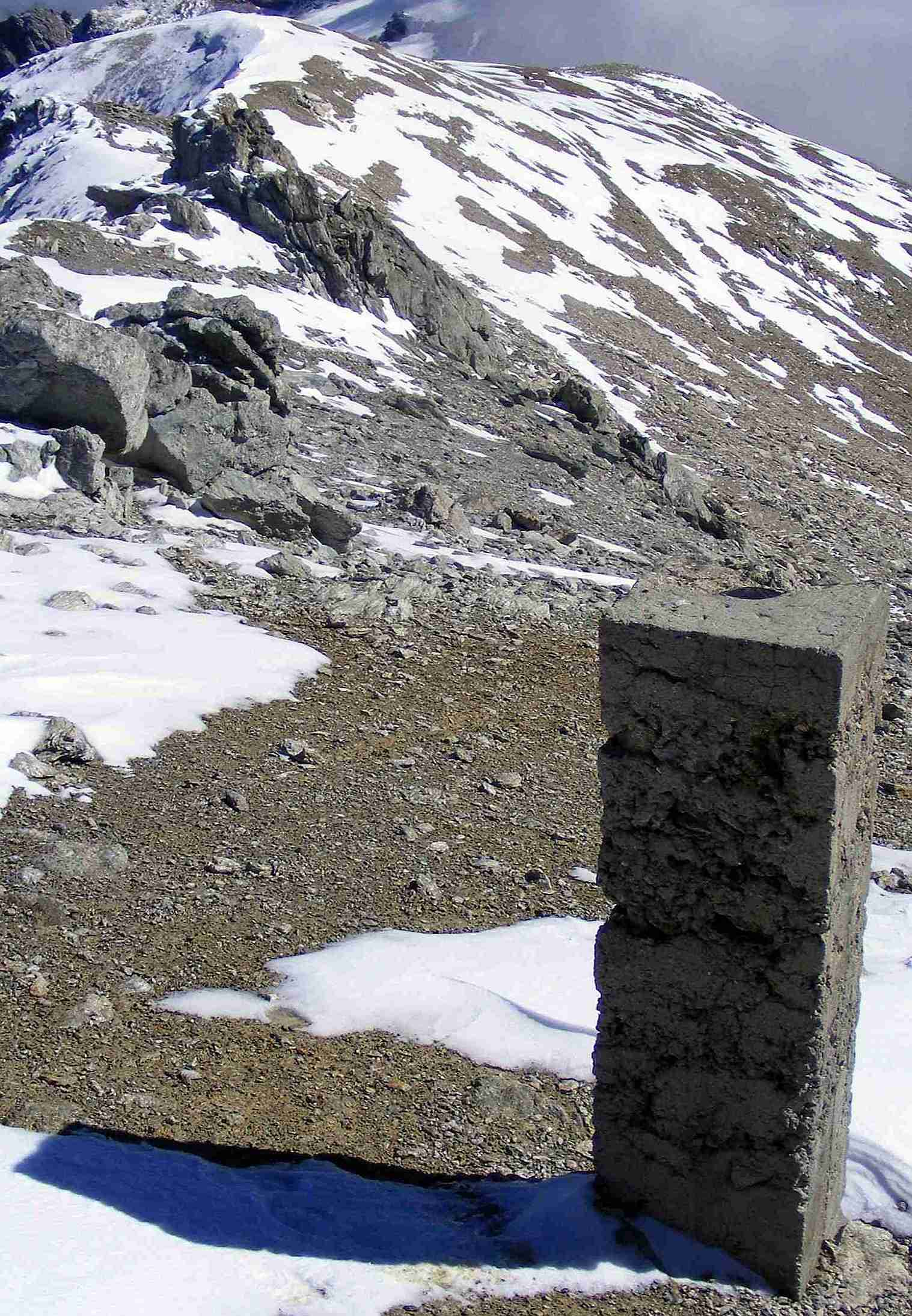
Esempio di vertice geodetico su cima montuosa

La rete è costituita da punti geodetici o capisaldi, simili alle vecchie pietre miliari romane, costituiti da un basamento orizzontale in cemento e un cippo cilindrico leggermente appuntito in alto. Ogni caposaldo viene impiantato dall'Istituto Geografico Militare (IGM) che ne determina la posizione mediante sistema GPS.
La rete principale IGM95 prevede un caposaldo ogni 20 km. Attualmente l'IGM in collaborazione con le regioni, sta provvedendo a rendere più fitta la rete principale, con una sottorete con vertici ubicati mediamente a circa 7 km tra di loro. Da notare che la Rete trigonometrica classica dispone di punti geodetici (circa 20.000) con una interdistanza media minore, pari a 5 km.
Di ognuno dei 20000 vertici IGM95 è disponibile la monografia che ne facilita il ritrovamento, e ne descrive tutte le caratteristiche.

## Informazioni nella monografia
- Coordinate geografiche
- Coordinate piane (Gauss-Boaga)
- Coordinate geografiche WGS84
- Coordinate piane UTM-WGS84
- Quota altimetrica